# 池田町州津
池田町州津（いけだちょうしゅうづ）は、徳島県三好市の町名。2019年2月28日現在の人口は1,570人、世帯数は800世帯。郵便番号は〒778-0020。

## 地理
北から西は池田町西山、南は吉野川を挟んで池田町シマ・池田町トウゲ・井川町西井川、東は三好郡東みよし町にそれぞれ接する。
地内中央を鮎苦谷川が南流し吉野川に注ぐ。字蔵谷には箸蔵寺があり、山麓から箸蔵山ロープウェイが通っている。

### 河川
- 吉野川
- 鮎苦谷川

### 小字
- 井関
- 大佐古
- 大深田
- 片山
- 葛ヶ久保
- 蔵谷
- 坂口
- 滝端
- 乳ノ木
- 堂面
- 中津
- 西ノ久保
- 西端
- 雛田
- 藤ノ井
- 宮ノ久保

## 歴史
- 2006年（平成18年）3月1日 - 三好郡池田町が三野町・山城町・井川町・東祖谷山村・西祖谷山村と合併して三好市が発足し、現在の町名となる。

## 施設

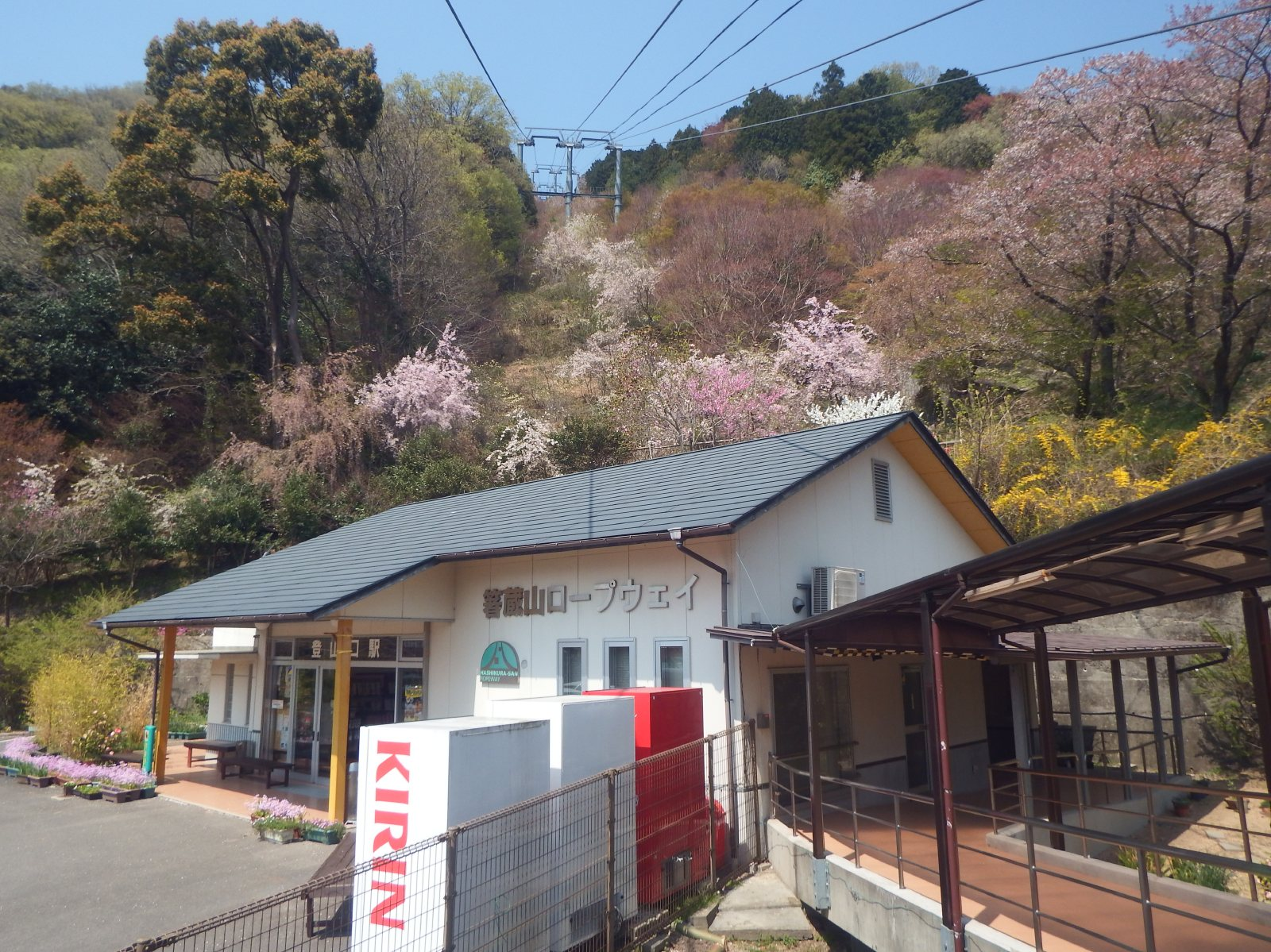
箸蔵山ロープウェイ山麓駅

### 教育機関
- 徳島県立池田支援学校
- 徳島県立池田高等学校三好校
- 三好市立箸蔵小学校

### 社寺
- 箸蔵寺
  - 箸蔵山ロープウェイ
- 千尋衣神社
- 日吉神社

## 交通

### 鉄道
- JR土讃線 箸蔵駅

### 道路
高速
- 徳島自動車道

国道
- 国道319号

### 橋梁
- 池田へそっ湖大橋 - 徳島自動車道。吉野川。
- 池田大橋 - 国道319号。吉野川。
- 三好大橋 - 徳島県道12号鳴門池田線。吉野川。